# Rochefort-en-Valdaine
 Rochefort-en-Valdaine  es una población y comuna francesa, en la región de Ródano-Alpes, departamento de Drôme, en el distrito de Nyons y cantón de Montélimar-2.

## Demografía
| 171 | 171 | 191 | 211 | 258 | 304 |
| Para los censos de 1962 a 1999 la población legal corresponde a la población sin duplicidades (Fuente: INSEE [Consultar]) |     |     |     |     |     |